# Prix Tremplin Photo de l'EMI
 (avril 2009).
 (mars 2025).
Motif : notoriété de ce prix ?
- Archive Wikiwix
- Bing
- Cairn
- DuckDuckGo
- E. Universalis
- Gallica
- Google
- G. Books
- G. News
- G. Scholar
- Persée
- Qwant
- (zh) Baidu
- (ru) Yandex
- (wd) trouver des œuvres sur Wikidata

| 1. | Préciser le motif de la pose du bandeau. | Précisez le motif de la pose du bandeau en utilisant la syntaxe suivante : {{admissibilité à vérifier\|date=mars 2025\|motif=remplacez ce texte par le motif}}                                    |
| 2. | Informer les utilisateurs concernés.     | Pensez à avertir le créateur de l'article, par exemple, en insérant le code ci-dessous sur sa page de discussion : {{subst:avertissement admissibilité à vérifier\|Prix Tremplin Photo de l'EMI}} |

Le Tremplin Photo de l'École des métiers de l’information de Paris récompense depuis 2007 un nouveau talent de la photographie en lui offrant tous les atouts nécessaires pour s’insérer sur le marché de la presse écrite : une formation de 6 mois en photojournalisme, une dotation en matériel photographique professionnel et un accompagnement durant sa première année d’exercice.
Sous la direction d'Olivia Gémain, le concours est ouvert à tout photographe de langue française, sans limite d'âge et sans condition de nationalité. L’annonce officielle du lauréat est faite en septembre à l'occasion du festival international de photojournalisme « Visa pour l'image » à Perpignan.
Le jury 2007 était composé de Jean-Christophe Béchet, rédacteur en chef adjoint du magazine Réponses Photo, Catherine Chevalier et Souad Mechta, responsable du projet et présidente de l’ANI, Olivia Colo du magazine Marianne, Wilfrid Estève, responsable de la filière photo de l’EMI, Guy Frangeul, responsable grands compte d’Objectif Bastille, François Longérinas, directeur général de l’EMI et de Lorenzo Virgili, vice-président de FreeLens.
Pierre Morel a remporté, en septembre 2007, le prix du premier Tremplin Photo. Les nommés étaient, Pomme Célarié, Boris Joseph, Pierre Morel, Thomas Salva, Elisabeth Schneider.
Le jury 2008 était composé de Jean-Christophe Béchet, rédacteur en chef adjoint du magazine Réponses Photo, Catherine Chevalier et Souad Mechta, responsable du projet et présidente de l’ANI, Ayperi Ecer, directrice du développement pour la photo de l'agence Reuters, Wilfrid Estève, responsable de la filière photo de l’EMI, Guy Frangeul, responsable grands compte d’Objectif Bastille, François Longérinas, directeur général de l’EMI, Ginny Power, directrice et rédactrice photo du magazine Newsweek France et de Lorenzo Virgili, vice-président de FreeLens.
Hughes Léglise-Bataille est le lauréat de l’édition 2008. Les nommés du Tremplin Photo 2008 étaient Anaïs Dombret, Dominique Viger, Hughes Leglise-Bataille, Matthieu Rondel, Pierre Roth.
Eléonora Strano est la lauréate de l’édition 2009. Les autres nommés du Tremplin Photo 2009 étaient Alan Aubry, Colin Delfosse, Gwenn Dubourthoumieu et Valérie Faucheux-Georges.
Adrien Matton est le lauréat de l’édition 2010.